# Daniel Pašek
Daniel Pašek (6. června 1993 Plzeň) je český vlasový stylista. Podílí se na mnoha televizních projektech, živých přenosech, módních přehlídkách nebo natáčení reklam. Od roku 2013 byl několikrát nominován v nejprestižnější kadeřnické soutěži Czech & Slovak Hairdressing Awards. Vystudoval SOU obor kadeřník v Plzni a je absolventem kadeřnické akademie Toni&Guy Academy v Londýně. Je zakladatelem a majitelem vlasového studia The Trim v pražském Karlíně.

## Kariéra

### Televizní spolupráce
Pravidelně spolupracuje na několika televizních projektech českých komerčních televizí TV Nova a Prima. Stará se o kompletní vlasovou proměnu hlavních účinkujících, tzv. lovců, pořadu Na Lovu. Spolupracuje na živých přenosech pořadů Zlatý Slavík, Ceny Anděl, Československá SuperStar.

### Dokument Karel
Byl dvorním kadeřníkem českého zpěváka Karla Gotta a je součásti dokumentu Olgy Malířové Špátové z roku 2020 Karel. Je také zmiňován v posmrtné autobiografii Karla Gotta, Karel Gott – Má cesta za štěstím.

### Kadeřník hvězd
Svou kadeřnickou kariéru začínal v salonech Toni & Guy a Bomton. V roce 2019 otevřel svůj vlastní vlasový salon The Trim v Pražském Karlíně. Média o něm referují jako o kadeřníkovi hvězd, kdy pečuje o vlasový styling mnoha českých celebrit jako jsou tenisté Tomáš Berdych, Barbora Strýcová. Moderátoři Libor Bouček, Zorka Hejdová, Martin Čermák. Zpěváci Ben Cristovao, Petr Lexa, Marpo, Lenka Filipová, Jordan Haj. Herec Vojta Kotek. Influenceři Kazma, Erik Meldík, Dominika Meldíková, Natálie Kotková, Petr Havránek. Youtubeři Baxtrix, HouseBox, Ment. Modelky Ester Berdych Sátorová, Tereza Budková, Nikola Buranská, Andrea Kalousová. Hokejisté Petr Nedvěd, Ondřej Pavelec, Alexandr Salák. Fotbalisté Stanislav Tecl, Zdeněk Grygera a jiní.

## Soukromý život
V brzkém mládí se závodně věnoval silniční cyklistice. Je ženatý a má jednu dceru. V roce 2012 skončil druhý v soutěži Sympaťák roku.